# Raoul Giraudo
Raoul Giraudo (19 de maig de 1932 - 26 d'octubre de 1995) va ser un futbolista francès que jugava com a defensa.
És conegut sobretot per haver jugat al Reims, on va arribar a les finals de la Copa d'Europa el 1956 i el 1959. Va jugar com a titular la final de la Copa d'Europa de 1956, que l'Stade de Reims va perdre contra el Madrid 4-3 a i que inauguraría una ratxa de cinc victòries consecutives dels madrilenys en aquesta competició. També va jugar com a titular la final de la Copa d'Europa de 1959, que l'Stade de Reims va perdre contra el Reial Madrid al Neckarstadion de Stuttgart, i que suposà la quarta Copa d'Europa consecutiva per als blancs.